# Ősszájúak
Az ősszájúak (Protostomia) a kétoldali szimmetriájú állatok (Bilateria) egyik bazális kládja, amely mintegy 610 millió éve válhatott külön az újszájúaktól (Deuterostomia). Ide tartozik a kétoldali szimmetriájú állatok fajainak mintegy 95%-a (Urania).
Nevüket arról kapták, hogy embriójuk szájnyílása a tápcsatorna ősszájnyílás (blasztopórus) felőli oldalán jelenik meg — pontosabban az embrió fejlődésének bélcsíra (gasztrula) szakaszában  kialakuló legelső testnyílás, az ősszáj nem zárul be, hanem a kifejlett állat szájnyílásává alakul. A végbélnyílás – néhány kivételtől eltekintve – a test ellenkező pólusán megjelenő új nyílás lesz.

## Megjelenésük, felépítésük
Másodlagos testüregük (az eucölóma) hasadékképződéssel alakul ki a mezodermális sejtekből álló tömör sejthalmazok belsejében – ez a jelenség a schizocölia. Idegrendszerük tipikusan agydúcból, garat körüli ideggyűrűből és a test hosszában futó hasi (ventrális) idegtörzsekből áll.

## Rendszertani felosztásuk
Két fő kládjuk a spirálisan barázdálódó állatoké (Spiralia) és a vedlő állatoké (Ecdysozoa); ezek nagyjából 580 millió éve különülhettek el egymástól. Harmadik bazális kládként itt tüntetjük fel a bizonytalan rendszertani helyzetű nyílférgeket (Chaetognatha) – ez a beosztás biztosan nem végleges.
A főtörzs leszármazási vonalai szélsőségesen bizonytalanok, ezért megelégszünk a konszenzusos csoportokba tartozó törzsek egyszerű felsorolásával.